# Anielka (postać literacka)
Anielka – tytułowa bohaterka powieści Bolesława Prusa Anielka.
Jest to trzynastoletnia dziewczynka, córka ziemianina stojącego na skraju bankructwa. W swoim krótkim życiu Anielka cierpi wiele udręk: ciężka choroba matki i jej śmierć, utrata domu rodzinnego, odkrycie obłudy ojca, śmierć ukochanego psa Karusia. Wszystko to składa się na tragedię młodej Anielki, która podupada na zdrowiu nie tylko emocjonalnym, lecz także fizycznym, na co wpływ ma również radykalne pogorszenie sytuacji bytowej.
Anielka zostaje przewieziona do domu pani Weiss, lecz nie ma sił do walki z chorobą. Nie może pogodzić się z utratą matki i postępowaniem ojca, po prostu nie chce już żyć. W końcu umiera.
W telewizyjnej adaptacji powieści B. Prusa w rolę Anielki wcieliła się Monika Iwanow (Teatr Telewizji, 1994, reż. Roland Rowiński).